# Roberto Cammarelle
Roberto Cammarelle (* 30. Juli 1980 in Mailand, Italien) ist ein ehemaliger italienischer Boxer im Superschwergewicht.

## Karriere
Roberto Cammarelle begann im Alter von 14 Jahren mit dem Boxsport, war seit 1997 in der italienischen Nationalmannschaft und gehörte ab dem Jahr 2000 der Sportabteilung der Polizia di Stato an.

## Nationale Erfolge
Bereits 1995 hatte er den italienischen Meistertitel in der Altersklasse U16 gewonnen. Bei den Erwachsenen wurde er 1999 italienischer Vizemeister im Schwergewicht sowie 2000 und 2001 italienischer Meister im Schwergewicht. In den Jahren 2002, 2003, 2004, 2005, 2006, 2007 und 2012 gewann er jeweils den Titel des italienischen Meisters im Superschwergewicht.

## Kontinentale Erfolge
Bei Europameisterschaften gewann er 2002 in Perm und 2004 in Pula jeweils die Silbermedaille, nachdem er in beiden Finalkämpfen gegen Alexander Powetkin unterlegen war. Zuvor hatte er unter anderem Sebastian Köber und David Price besiegt. 2011 in Ankara kam er, unter anderem mit Siegen gegen Wiktar Sujeu, Tony Yoka und Mihai Nistor erneut bis ins Finale, wo er diesmal gegen Magomed Omarow unterlag und zum dritten Mal Vize-Europameister wurde.
Bei EU-Meisterschaften gewann er 2004 in Madrid die Goldmedaille, als er im Finalkampf Mariusz Wach besiegen konnte. 2005 in Cagliari wiederholte er den Gewinn der Goldmedaille durch einen Sieg im Finale gegen Kubrat Pulew. 2006 in Pécs gewann er seine dritte EU-Goldmedaille, wobei er unter anderem Krzysztof Zimnoch durch K. o. in der ersten Runde besiegte. Seine vierte und letzte Goldmedaille bei EU-Meisterschaften gewann er 2007 in Dublin durch einen finalen Sieg gegen Cathal McMonagle.
Zudem gewann Cammarelle die Mittelmeerspiele der Jahre 2005 in Almería, 2009 in Pescara und 2013 in Mersin, wobei er in den Finalkämpfen Mohamed Samoudi, Marko Tomasović und Ali Eren Demirezen schlagen konnte.

## Weltmeisterschaften und Olympische Spiele
Bei den Militär-Weltmeisterschaften der CISM 2002 in Curragh gewann er die Silbermedaille, nachdem er im Halbfinale Alexei  Lesin bezwungen hatte und im Finale gegen Stefan Köber unterlegen war. 2004 in Fort Huachuca gewann er dann beim selben Event die Goldmedaille, wobei sein Finalgegner Steffen Kretschmann nicht zum Kampf angetreten war. Zudem war er Teilnehmer der Olympischen Spiele 2004 in Athen, wo er auf Anhieb eine Bronzemedaille erkämpfte; nach Siegen gegen Gbenga Oluokun und Alexei Masykin, war er erst beim Einzug ins Finale wieder gegen Alexander Powetkin unterlegen.
Die Weltmeisterschaften 2005 in Mianyang beendete er mit dem Gewinn einer Bronzemedaille, nachdem er im Halbfinale gegen Roman Romantschuk ausgeschieden war. Bei den Weltmeisterschaften 2007 in Chicago kämpfte er sich gegen Nelson Hysa, José Payares, Kubrat Pulew, David Price und Islam Timursijew ins Finale vor und schlug beim Kampf um die Goldmedaille Wjatscheslaw Hlaskow. Als einer der Favoriten startete er dann bei den Olympischen Spielen 2008 in Peking, wo er Marko Tomasović, Óscar Rivas, David Price sowie Zhang Zhilei besiegen konnte und Olympiasieger wurde.
Bei den Weltmeisterschaften 2009 in Mailand gewann er zudem erneut die Goldmedaille, als er Michael Hunter, Rok Urbanc, Kubrat Pulew, Wiktar Sujeu und Roman Kapitonenko schlagen konnte. Die Weltmeisterschaften 2011 in Baku musste er nach einer knappen Niederlage im Viertelfinale gegen Anthony Joshua beenden, nachdem er sich zuvor gegen José Payares und Con Sheehan durchgesetzt hatte.
Gegen Joshua verlor er dann auch mit 18:18+ umstritten im Finale der Olympischen Spiele 2012 in London. Zuvor waren ihm Siege gegen Ítalo Perea, Mohamed Arjaoui und Məhəmmədrəsul Məcidov gelungen. Bei seinen letzten Weltmeisterschaften, 2013 in Almaty, besiegte er Tony Yoka, Modo Sallah und Filip Hrgović, ehe er diesmal mit einer Bronzemedaille gegen Məhəmmədrəsul Məcidov ausgeschieden war.

### Auswahl int. Turniersiege
- Governor Cup 2012
- Memorial Vllaznia 2012
- Feliks Stamm Tournament 2011
- Bocskei Memorial 2005
- Algirdas Šocikas 2004
- Chemiepokal 2003, 2008
- Acropolis Cup 2002, 2004

### Erfolge
- Italienischer Meister: 2000, 2001, 2002, 2003, 2004, 2005, 2006, 2007, 2012
- Gewinner der Mittelmeerspiele: 2005, 2009, 2013
- EU-Meister: 2004, 2005, 2006, 2007
- Europameisterschaften: Zweiter 2002, Zweiter 2004, Zweiter 2011
- Weltmeisterschaften: Dritter 2005, Sieger 2007 und 2009, Dritter 2013
- Militärweltmeisterschaften: Zweiter 2002, Sieger 2004
- Olympische Spiele: Dritter 2004, Sieger 2008, Zweiter 2012